# Kasper Høgh
Pour les articles homonymes, voir Hogh.
Kasper Høgh, né le 6 décembre 2000 à Randers au Danemark, est un footballeur danois qui évolue au poste d'avant-centre au FK Bodø/Glimt.

## Biographie

### En club
Né à Randers au Danemark, Kasper Høgh est formé par le club de sa ville natale, le Randers FC. Il joue son premier match en professionnel le 29 avril 2018, lors d'une rencontre de Superligaen face au Odense BK. Il entre en jeu à la place de Mikael Boman et son équipe s'incline par trois buts à zéro.
Il inscrit son premier but en professionnel le 4 septembre 2019, lors d'une rencontre de coupe du Danemark face au Kolding IF. Il est titularisé lors de cette rencontre remportée par son équipe sur le score de quatre buts à zéro.
Le 18 juin 2021, Høgh quitte définitivement son club formateur pour s'engager en faveur du Hobro IK.
Le 14 janvier 2022, Kasper Høgh rejoint le camp d'entraînement de l'Aalborg BK. Le 21 janvier suivant, il signe officiellement avec Aalborg, un contrat le liant au club jusqu'en juin 2026. Il joue son premier match sous ses nouvelles couleurs le 20 février 2022, lors d'une rencontre de championnat contre le FC Midtjylland. Entré en jeu à la place de Milan Makarić, il se fait remarquer en inscrivant également son premier but pour Aalborg, participant ainsi à la victoire des siens (0-2 score final).
Malgré des débuts prometteurs, il ne s'impose pas à Aalborg où il est également blessé pendant plusieurs mois et l'arrivée de Nicklas Helenius au poste d'avant-centre durant le mercato d'hiver le pousse vers la sortie. Høgh est alors prêté en Norvège, au Stabæk Fotball, tout juste de retour en première division. Il est cédé jusqu'au 31 décembre 2023 et le club norvégien dispose d'une option d'achat sur le joueur,.
En janvier2024, Kasper Høgh rejoint le FK Bodø/Glimt. Le transfert est annoncé dès le 2 octobre 2023 et il signe un contrat courant jusqu'en décembre 2028.
Høgh termine meilleur buteur de la Ligue Europa 2024-2025 avec 7 réalisations (il partage cette distinction avec Ayoub El Kaabi et Bruno Fernandes ex-aequo).

### En sélection
Kasper Høgh représente l'équipe du Danemark des moins de 19 ans entre 2018 et 2019, pour un total de neuf matchs joués. Il marque également un but avec cette sélection, le 17 janvier 2019 contre Chypre (1-1 score final).